# Predrag Danilović
Predrag « Saša » Danilović (en serbe : Предраг “Саша” Даниловић), né le 26 février 1970 à Sarajevo, est un joueur et dirigeant serbe de basket-ball. Il joue au poste d'arrière.

## Biographie

### Partizan Belgrade
Pour sa première saison avec le Partizan, il remporte la Coupe Korać en disposant de Cantù.
La saison 1991-1992 est une saison particulière pour le Partizan. En raison de la guerre en Yougoslavie, la FIBA oblige les clubs yougoslaves, le Partizan, le Cibona Zagreb et Split à disputer leur rencontre à domicile à l'étranger.
Le Partizan évolue alors en Espagne à Fuenlabrada. Le club évolue avec succès dans sa nouvelle salle, n'y concédant qu'une seule défaite. Après cette phase de poule qu'il termine à la quatrième place du groupe B, le Partizan élimine en quart de finale en 3 manches le Knor Bologne dont le seul match d'Euroligue de la saison disputé à Belgrade le 12 mars 1992 (le premier de la série) pour accéder au Final Four d'Istanbul du mois d'avril.
En demi-finale, le Partizan bat le Philips Milan. La finale, disputée face au club espagnol de la Joventut Badalona est remportée à la sonnerie sur un dernier panier à 3 points de Sasha Djordjević. Pour sa part, Danilović, avec 25 points, 9 fautes provoquées et 5 rebonds, est élu MVP du Final Four,,.

### Virtus Bologne
La saison suivante, le Partizan ne peut défendre son titre européen en raison du blocus des Nations unies.
La guerre oblige les joueurs yougoslaves à s'expatrier. Le Partizan perd ses meilleurs joueurs. Ainsi Djordjević rejoint Milan et Danilović rejoint la Virtus Bologne.
Avec son nouveau club, il remporte trois titres consécutifs de champion d'Italie.

### NBA
En 1995, il tente enfin l'aventure de la NBA. Choisi en 43e position par les Warriors de Golden State lors de la Draft 1992 de la NBA, les droits sur son contrat ayant fait l'objet d'un échange impliquant Rony Seikaly. Il rejoint le Heat de Miami. Lors de sa seconde saison dans la ligue américaine, il fait partie d'un échange qui le voit rejoindre les Mavericks de Dallas avec Kurt Thomas et Martin Müürsepp, Jamal Mashburn rejoignant le club de Pat Riley.  Durant ces deux saisons en NBA, il aura disputé 75 rencontres pour une moyenne de 12.8 points. Son record en carrière en NBA est un match disputé contre Suns de Phoenix en décembre 1995 où il marque 30 points. Le deuxième fait marquant de sa carrière est la victoire obtenue au Madison Square Garden devant les Knicks de New York en décembre 1995 avec un 7 sur 7 à trois points réalisés par Danilović.

### Virtus Bologne
En 1997, il retrouve son ancien club de Bologne. Depuis son départ, le club a continué de se renforcer avec les arrivées de Zoran Savić en 1996 Antoine Rigaudeau en 1997, Hugo Sconochini.
La saison 1997-98 est souvent considéré, par les supporters de la Virtus, comme la meilleure saison du club. l'équipe, dirigée par Ettore Messina, remporte le Final Four de l'Euroligue 1998 à Barcelone face à l'AEK Athènes. En quart de finale, le club avait éliminé le club rival de « Basket City ». Après ce premier trophée, le club réalise le doublé en remportant le championnat d'Italie. Cette victoire est d'autant plus appréciée par les supporters qu'elle est acquise aux dépens d'un autre club bolonais.
La saison suivante est moins fructueuse. L'équipe atteint de nouveau la finale du Final Four mais Bologne s'incline devant Žalgiris Kaunas. Le club remporte toutefois un trophée avec la Coupe d'Italie.
Non qualifié pour l'Euroligue lors de la compétition suivante, le club dispute la Coupe Saporta, compétition dont il atteint la finale face au club grec de l'AEK Athènes.

## Sélection nationale
Pour sa première campagne avec la sélection nationale, il est dirigé par Dušan Ivković et figure aux côtés de Dražen Petrović, Vlade Divac, Toni Kukoč, Stojko Vranković, Zoran Radović, Jurij Zdovc, Žarko Paspalj, Zoran Čutura et Mario Primorac. Petrović avait dit avant la compétition que les seuls adversaires pouvant les battre étaient eux-mêmes. La victoire finale sur la Grèce par 98 à 76 confirma la domination du basket-ball yougoslave.
Cette domination se confirme lors de l'année suivante lors du championnat du monde.
En 1991, le championnat d'Europe 1991 se déroule en Italie. Malgré le retrait de Zdovc à quelques jours de la compétition en raison des évènements en Yougoslavie, la sélection yougoslave remporte un nouveau titre. C'est le dernier pour celle-ci.
En raison de la guerre, la Yougoslavie est l'objet d'un d'embargo décidé par l'ONU. C'est en 1995 qu'elle renoue avec les compétitions nationales. les « Plavis » disputent le championnat d'Europe 1995 à Athènes, compétition dont elle sort invaincue après une victoire en finale sur la Lituanie de Arvydas Sabonis.
Cette victoire a offert une place pour les Jeux olympiques d'été de 1996 à Atlanta. La Yougoslavie est privée du titre par la sélection américaine.
Le championnat d'Europe 1997 en Espagne offre sa quatrième médaille d'or lors d'un Euro à Danilović. Celle-ci est obtenue face à l'Italie sur le score de 61 à 49 et Danilovic est nommé dans le meilleur cinq de la compétition.
Danilović est absent lors du championnat du monde 1998 en Grèce où sa sélection remporte le titre en raison d'une blessure à la cheville.
Le championnat d'Europe 1999 en France voit Danilović renouer avec les Plavis. Ceux-ci échouent en demi-finale face à l'Italie avant de priver l'équipe de France de la médaille de bronze.
La dernière campagne de Danilović sous le maillot bleu est un échec : les Yougoslaves terminent à la 6e place des Jeux olympiques d'été de 2000.

## Carrière post-sportive
En 2000, il décide de mettre un terme à sa carrière de joueur. Il rejoint alors son pays natal et plus particulièrement son club précédent du KK Partizan Belgrade. Il retrouve au sein des membres dirigeants de celui-ci d'anciennes gloires du club. Vlade Divac y occupe le poste de président, Dražen Dalipagić, Žarko Paspalj et Danilović occupant des postes de vice-président.
En 2004, Divac et Danilović annoncent leur retrait de leur responsabilité au Partizan. Ils expliquent cette décision par le climat malsain entourant le basket-ball serbe en général et le Partizan en particulier.

## Club

### Europe
- 1985-1989 :  Bosna Sarajevo
- 1989-1992 :  Partizan Belgrade
- 1992-1995 :  Kinder Bologne
- 1997-2000 :  Kinder Bologne

### NBA
- 1995-1997 :  Heat de Miami
- 1997 :  Mavericks de Dallas

## Palmarès

### Club
compétitions internationales 
- Coupe des clubs champions 1992 et 1998
- Finaliste de la Coupe des clubs champions 1999
- Vainqueur de la Coupe Korac 1989
- Finaliste de la Coupe Saporta en 2000

 compétitions nationales 
- Champion d'Italie 1993,  1994,  1995, 1998
- Vainqueur de la Coupe d'Italie 1998
- Champion de Yougoslavie 1992
- Vainqueur de la Coupe de Yougoslavie 1989, 1992

### Équipe nationale
- Jeux olympiques d'été
  -  médaille d'argent aux Jeux olympiques d'été de 1996 à Atlanta
- championnat du monde
  -  médaille d'or au 1990
- championnat d'Europe
  -  médaille de bronze au championnat d'Europe 1999, France
  -  médaille d'or au championnat d'Europe 1997, Espagne
  -  médaille d'or au championnat d'Europe 1995, Grèce
  -  médaille d'or au championnat d'Europe 1991, Italie
  -  médaille d'or au championnat d'Europe 1989, Yougoslavie

## Distinction personnelle
- Joueur européen de l'année 1995
- MVP du championnat d'Italie 1998
- MVP du Final Four de l'Euroligue 1992